# Geodiscelis
Geodiscelis är ett släkte av bin. Geodiscelis ingår i familjen korttungebin.
Kladogram enligt Catalogue of Life:
| Geodiscelis | \| \| Geodiscelis longiceps \| \| \| \| \| \| Geodiscelis megacephala \| \| \| \| |
|             | \| \| Geodiscelis longiceps \| \| \| \| \| \| Geodiscelis megacephala \| \| \| \| |
|             | Geodiscelis longiceps                                                             |
|             |                                                                                   |
|             | Geodiscelis megacephala                                                           |
|             |                                                                                   |

## Bildgalleri

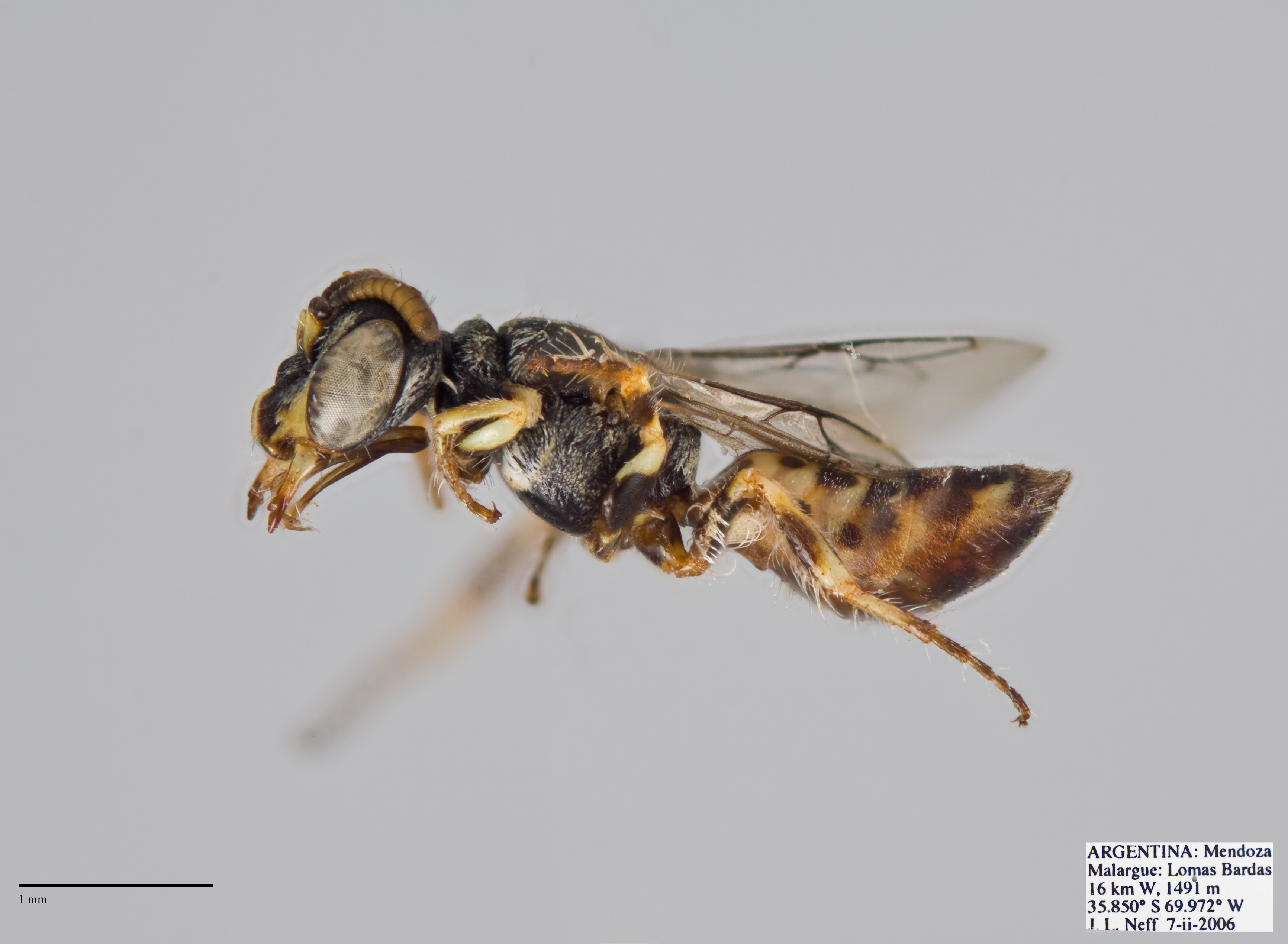
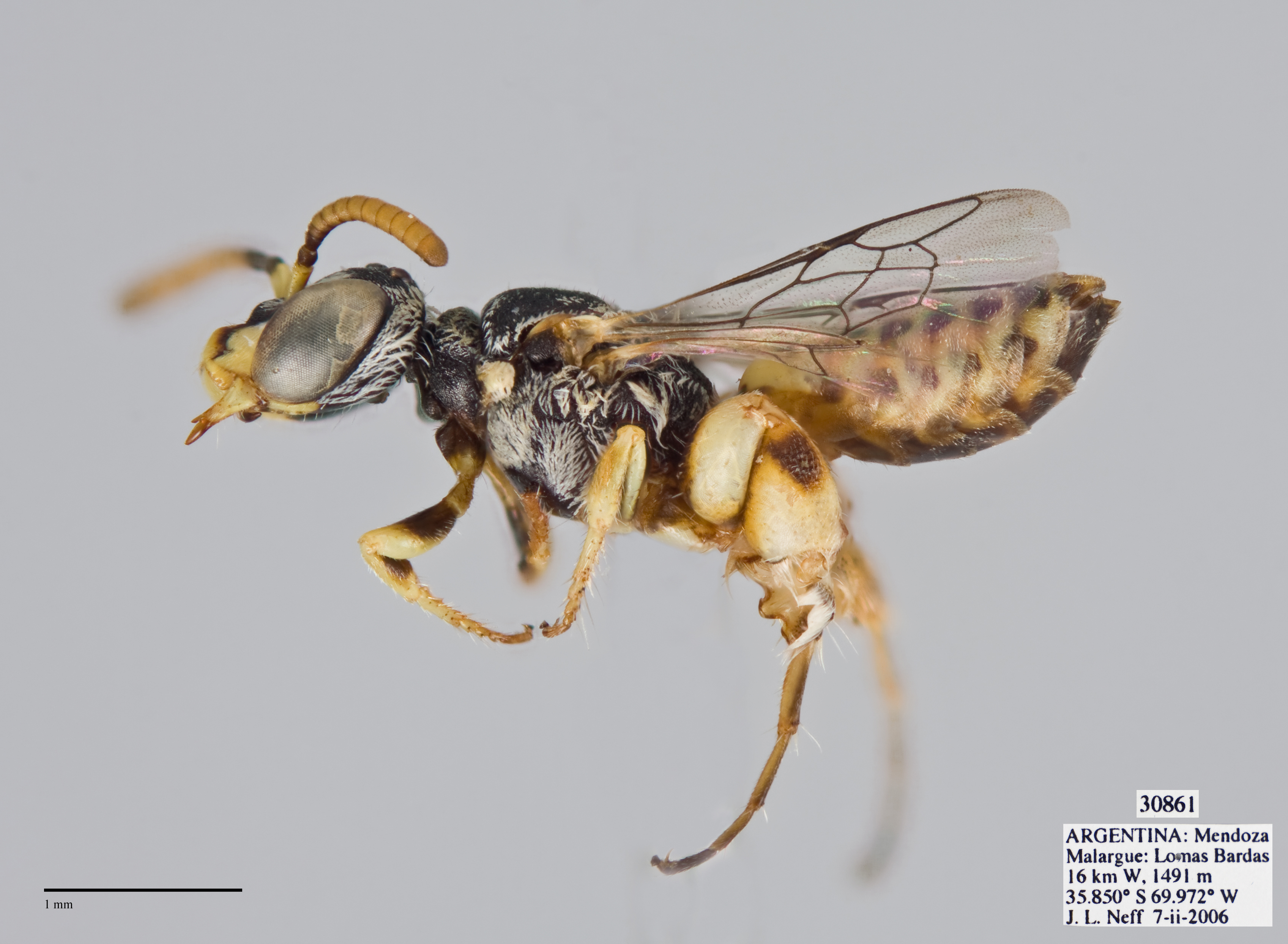